# Til·leyita
La til·leyita és un mineral de la classe dels silicats. Rep el nom en honor de Cecil Edgar Tilley (14 de maig de 1894 - 24 de gener de 1973), professor de petrologia a la Universitat de Cambridge (Anglaterra).

## Característiques
La til·leyita és un silicat de fórmula química Ca₅(Si₂O₇)(CO₃)₂. Cristal·litza en el sistema monoclínic.
Segons la classificació de Nickel-Strunz, la til·leyita pertany a «09.BE - Estructures de sorosilicats, amb grups Si₂O₇, amb anions addicionals; cations en coordinació octaèdrica [6] i major coordinació» juntament amb els següents minerals: wadsleyita, hennomartinita, lawsonita, noelbensonita, itoigawaïta, ilvaïta, manganilvaïta, suolunita, jaffeïta, fresnoïta, baghdadita, burpalita, cuspidina, hiortdahlita, janhaugita, låvenita, niocalita, normandita, wöhlerita, hiortdahlita I, marianoïta, mosandrita, nacareniobsita-(Ce), götzenita, hainita, rosenbuschita, kochita, dovyrenita, baritolamprofil·lita, ericssonita, lamprofil·lita, ericssonita-2O, seidozerita, nabalamprofil·lita, grenmarita, schüllerita, lileyita, murmanita, epistolita, lomonossovita, vuonnemita, sobolevita, innelita, fosfoinnelita, yoshimuraïta, quadrufita, polifita, bornemanita, xkatulkalita, bafertisita, hejtmanita, bykovaïta, nechelyustovita, delindeïta, bussenita, jinshajiangita, perraultita, surkhobita, karnasurtita-(Ce), perrierita-(Ce), estronciochevkinita, chevkinita-(Ce), poliakovita-(Ce), rengeïta, matsubaraïta, dingdaohengita-(Ce), maoniupingita-(Ce), perrierita-(La), hezuolinita, fersmanita, belkovita, nasonita, kentrolita, melanotequita, kil·lalaïta, stavelotita-(La), biraïta-(Ce), cervandonita-(Ce) i batisivita.

## Formació i jaciments
Va ser descoberta a les pedreres de Crestmore, a la localitat homònima del comtat de Riverside, a Califòrnia (Estats Units). També ha estat descrita en altres indrets del país nord-americà, així com a Irlanda, Escòcia, Noruega, Romania, Turquia, Jordània, Tanzània, Rússia, el Japó i Austràlia.